# Baron Mordo
Baron Mordo är en superskurk i Marvel Comics, skapad av Stan Lee och Steve Ditko och dök upp först i Strange Tales #111 (augusti 1963).

## Fiktiv biografi
Till en början var han en transsylvansk adelsman och var elev till en tibetansk häxmästare, känd som "Den forne". När Mordo försökte att mörda sin lärare kom den nye eleven Stephen Strange för att ta upp striden och stoppa honom. Mordos förmågor var snarlika med Stranges, men Mordo var särskilt skicklig på att använda astralprojektioner, hypnos och animal magnetism. Han var även mer än villig att använda svart magi och att anropa demoner, vilket Strange var okunnig om.
Han blev sedermera medhjälpare till den demoniske härskaren Dormammu för att åstadkomma mer kraft till att besegra Doktor Strange.